# Ctenichneumon kriechbaumeri
Ctenichneumon kriechbaumeri är en stekelart som först beskrevs av Alexander Mocsáry 1878.
Ctenichneumon kriechbaumeri ingår i släktet Ctenichneumon och familjen brokparasitsteklar. Inga underarter finns listade i Catalogue of Life.